# One Standard German Axiom
L'One Standard German Axiom (OSGA) è un concetto viene utilizzato per descrivere lo "scetticismo" di lunga data o il "rifiuto assoluto" nella dialettologia e nella linguistica tedesca nei confronti dell'idea di molteplici varietà standard. Il concetto si basa sul lavoro del linguista austriaco-canadese dell'UBC Stefan Dollinger tratto dalla sua monografia del 2019 The Pluricentricity Debate. Da allora l'OSGA è stato elaborato in diversi articoli.
Mentre l’applicazione del modello pluricentrico per il tedesco è stata indiscussa almeno a partire dal lavoro di Michael Clyne del 1992, recenti ricerche sulla sociolinguistica variazionale tedesca  hanno perfezionato il concetto di “pluricentricità”. Fino a quel momento, gli studiosi si riferivano esclusivamente ai centri nazionali come austriaco-tedesco, svizzero-tedesco, ecc., che ora alcuni  alla “pluriarealtà” (con potenziali centri all’interno o oltre i confini nazionali).

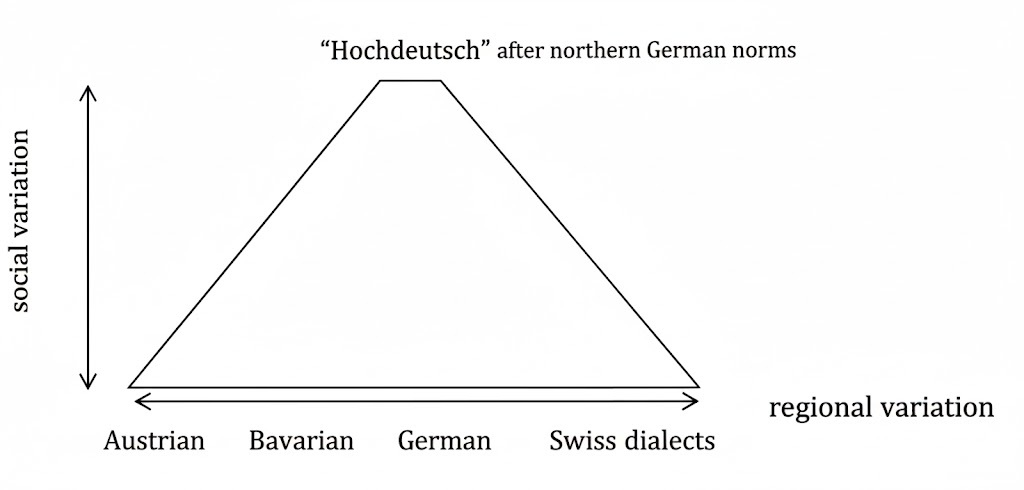
Figura 1: Visualizzazione della modellazione del tedesco basata sull'assioma del tedesco standard unico (seguendo Dollinger, Pluricentricity Debate, 2019, Figura 4.2)

Nella sua monografia del 2019, Dollinger conia il termine "One Standard German Axiom" (all'incirca "assioma dello standard tedesco unico" o "assioma del tedesco standard unico") per descrivere l’approccio di (quelli che lui ritiene essere) scettici pluricentrici. Ma la sua idea è più vecchia: già nel 2016 aveva criticato l’approccio pluriareale come “One Standard German Hypothesis” in un documento di conferenza. In tedesco, scholari scrive dell’ “Axiom des Einheitsdeutschen”, ma in genere si usa il nome inglese.

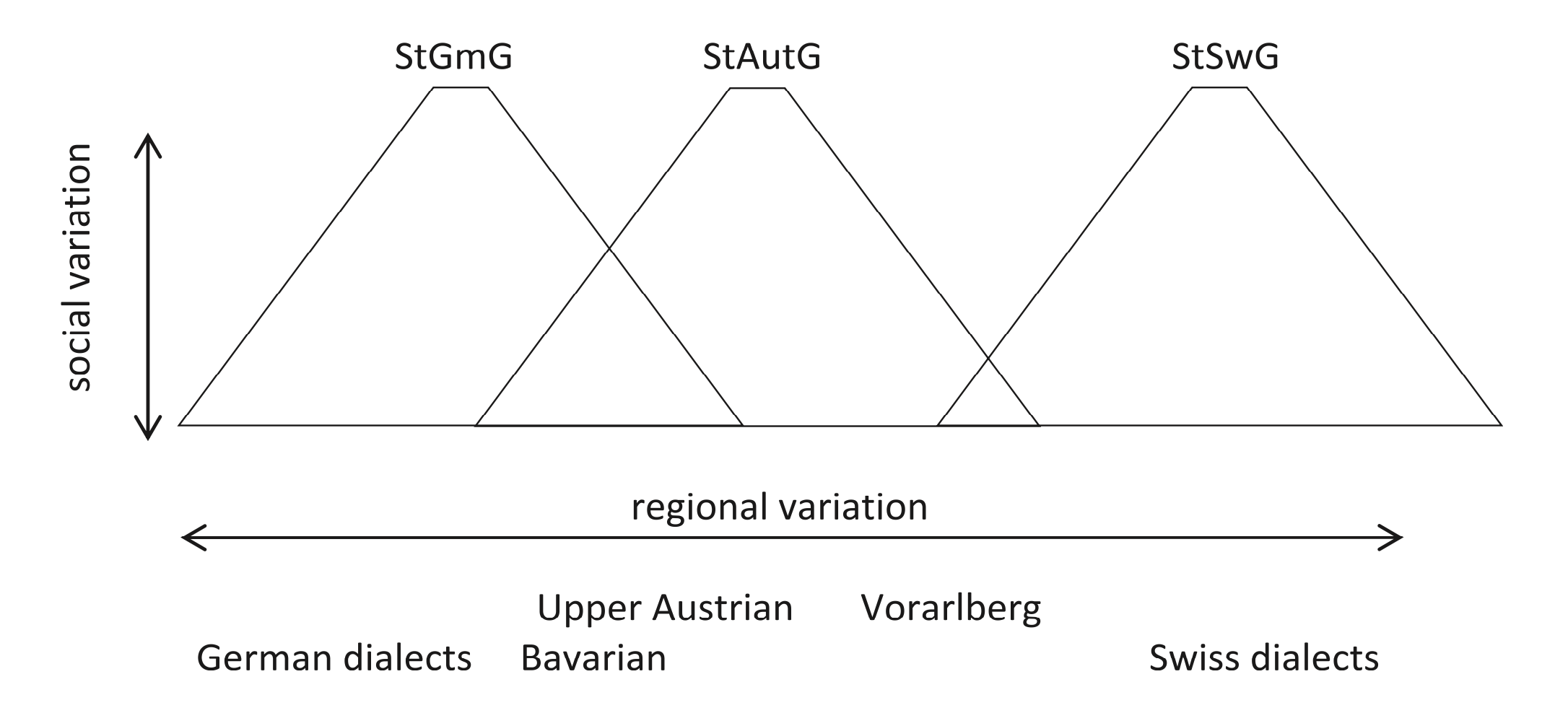
Figura 2: Tedesco pluricentrico, con tre varietà standard (seguendo Dollinger, Pluricentricity Debate, 2019, Figura 4.1)

## Critica accademica
Diversi eminenti professori della linguistica e dialettologia tedesca chiamano l'assioma standard tedesco unico di Dollinger un "costrutto" e non impegnarti nelle discussioni.
Tuttavia, non tutti i germanisti reagiscono negativamente al libro. Julia Ruck menziona l'assioma del tedesco standard unico, ma non discute specificatamente questa idea. Lei vede molto merito nella presentazione degli approcci pluri-areali rispetto a quelli pluricentrici alle lingue standard tedesche.

## Assorbimento dei media
In particolare il libro scientifico-divulgativo  del 2021 hanno suscitato l'interesse di diversi media austriaci. Il giornalista Robert Sedlaczek ha riassunto il libro nella sua rubrica sulla Wiener Zeitung, confrontandolo con il suo celebre libro sul tedesco austriaco del 2004. Sedlaczek sottolinea la opinione di Dollinger secondo cui gli studiosi tedeschi nel campo – a differenza degli austriaci o degli svizzeri – avrebbero messo in discussione il concetto di pluricentrismo tedesco nella loro ricerca a causa della loro “diversa socializzazione e formazione accademica”. Come reazione a Sedlaczek, il linguista Peter Wiesinger scrisse un commento come ospite sullo stesso giornale e sostenne che il nazionalismo linguistico non si evolve dalla teoria scientifica.